# Emil Magnusson (målare)
Emil Magnusson, född 18 december 1859 i Järstorp, Jönköpings län, död 15 april 1904 i Norrköping, var en svensk teckningslärare, tecknare, målare och modellör.
Han var son till lantbrukaren Anders Johan Magnusson och Kristina Stomberg. Magnusson avlade teckningslärarexamen 1888 och var därefter verksam som teckningslärare vid Norrköpings högre allmänna läroverk. Han ansågs under sin tid som en framstående pedagog som införde nya idéer i sin undervisning. Han utgav 1898 serien Teckningskurser för nybörjare i tre band som återutgavs ett flertal gånger. Som konstnär utförde han målningar, teckningar samt modellerade mindre statyetter av vilka flera prisbelönades vid olika konstindustriutställningar.